# Giuseppe Ugo Rescigno
Giuseppe Ugo Rescigno (Bracigliano, 24 gennaio 1939) è un costituzionalista italiano.
È considerato uno dei massimi esperti di tecnica legislativa in Italia.

## Biografia
Laureatosi in giurisprudenza all'Università La Sapienza di Roma nel 1963, è presto chiamato dal relatore Carlo Esposito al ruolo di assistente presso la cattedra di diritto costituzionale della stessa facoltà, fino a quando, nel 1967, non vince il concorso per libero docente in diritto costituzionale. Dopo aver insegnato a Perugia e Modena (dove è stato direttore dell'Istituto giuridico della Facoltà di Economia e Commercio e preside della stessa facoltà), nel 1990 è chiamato alla Sapienza, dove lavora fino al 2011 (anche in veste di direttore dell'Istituto di diritto pubblico), quando è messo a riposo per raggiunti limiti di età, ottenendo poi il titolo di professore emerito.
Oltre a quattro monografie, è autore dei commenti agli articoli 83-87 della Costituzione italiana nel Commentario della Costituzione curato da Giuseppe Branca, per i tipi di Zanichelli e Il Foro italiano. Sempre per Zanichelli pubblica nel 1979 un Corso di diritto pubblico (giunto alla quattordicesima edizione nel 2012).
Rescigno è poi autore di numerosi lemmi per le principali enciclopedie giuridiche italiane e di decine di articoli e saggi nelle principali riviste giuridiche italiane, tra cui Diritto pubblico (fondata da Andrea Orsi Battaglini nel 1995 ed edita da il Mulino, della redazione Rescigno è stato a lungo membro) e Giurisprudenza italiana (mensile inaugurato nel 1849). Rescigno è anche membro del comitato di direzione della rivista bimestrale Giurisprudenza costituzionale (pubblicata dal 1956).
Negli anni giovanili, segnati dal movimento del Sessantotto, militò nel gruppo romano Unità Operaia, poi confluito nella Lega dei Comunisti. A Modena è stato consigliere comunale dal 1980 al 1987 e assessore alle finanze dal 1985 al 1988.
Dal 1996 al 2000, Rescigno ha fatto parte della Commissione di garanzia dell'attuazione della legge sullo sciopero nei servizi pubblici essenziali. È stato inoltre membro del Collegio garante della costituzionalità delle norme della Repubblica di San Marino.

## Opere

### Monografie
- La responsabilità politica, 1967.
- Le convenzioni costituzionali, 1972.
- Costituzione italiana e Stato borghese, 1975.
- L'atto normativo, 1998.

### Voci di enciclopedia
- Regolamento [dir. cost.], in Diritto on line, Roma, Istituto dell'Enciclopedia Italiana, 2014.
- Sovranità popolare, in Diritto on line, Roma, Istituto dell'Enciclopedia Italiana, 2014.
- Consuetudine costituzionale, in Diritto on line, Roma, Istituto dell'Enciclopedia Italiana, 2015.
- Convenzioni costituzionali, in Diritto on line, Roma, Istituto dell'Enciclopedia Italiana, 2015.
- Presidente della Repubblica, in Diritto on line, Roma, Istituto dell'Enciclopedia Italiana, 2016.
- Principio di legalità, in Diritto on line, Roma, Istituto dell'Enciclopedia Italiana, 2016.